# 殆复流形
在数学中，一个殆複流形（almost complex manifold）是在每个切空间上带有一个光滑线性複结构的光滑流形。此结构的存在性是一个流形成为複流形的必要条件，但非充分条件。即每个複流形是一个殆複流形，反之则不然。殆複结构在辛几何中有重要应用。
此概念由埃雷斯曼与霍普夫于1940年代引入。

## 定义
设 M 是一个光滑流形。M 上一个殆複结构（almost complex structure）J 是在该流形每个切空间给出一个线性複结构（即平方为 -1 的线性映射），且在流形上光滑变化。换句话说，我们有一个秩为 (1,1) 的光滑张量场 J 使得 J2 = -1，将其视为切丛上一个向量丛自同构 J : TM → TM。携有一个殆複结构的流形称为殆複流形（almost complex manifold）。
如果 M 有一个複结构，它必是偶数维的。事实上如果 M 有一个殆複结构必是偶数维。这可如下看出来。假设 M 是 n 维的，设  J : TM → TM 是一个殆複结构。则 det(J-xI) 是 x 的一个次数为 n 的多项式。如果 n 是奇数，则它有一个实根，z。那么 det(J-zI)=0，所以存在一个向量 v 属于 TM 使得 Jv=zv。从而 JJv=z2v 这显然不等于 -v 因 z 是实数。从而 n 必须是偶数如果 M 有一个殆複结构。可以证明它也必须是可定向。
线性代数中一个简单的练习说明任何偶数维向量空间有一个线性複结构。从而一个偶数维流形在每点 p 总存在一个秩 (1,1) 张量使得 Jp2 = −1（这只不过是在每个切空间的一个线性变换）。只有当这个局部张量能拼成一个整体定义的，逐点的线性複结构得出一个殆複结构，这样是惟一确定的。这样拼接的可能性，从而流形 M 上殆複结构的存在，等价于将切丛的结构群从 GL(2n, R) 约化为 GL(n, C)。这样存在性是一个纯粹的代数拓扑问题，这已被充分理解。

## 例子
对每个整数 n，平坦空间 {\displaystyle R^{2n}} 有一个殆複结构。这样殆複结构的一个例子是 ({\displaystyle 1\leq i,j\leq 2n}): {\displaystyle J_{ij}=-\delta _{i,j+1}} 对奇数 i，
{\displaystyle J_{ij}=\delta _{i,j-1}} 对偶数 i。
存在殆複结构的球面只有 S2 与 S6。在 S2 的情形，殆複结构其实来自于黎曼球面上的複结构。6 维球面 S6，当将其视为单位範数虚八元数，从八元数乘法继承一个殆複结构。

## 殆複流形的微分拓扑
就像一个向量空间 V 上的複结构可将 VC 分解为 V+ 与 V-，所以 M 上一个殆複结构可将複化的切丛 TMC（这是在每一点是複化的切空间的向量丛）。TM+ 的一个截面称为 (1,0) 型向量场，而 TM- 的一个截面称为 (0,1) 型向量场。这样 J 在複切丛 (1,0)-向量场上相当于乘以 i，在 (0,1)-向量场上相当于乘以 -i。
和从余切丛的外幂构造微分形式一样，我们可以构造複余切丛的外幂（典範同构于複切丛的对偶空间丛）。殆複结构在每个 r-形式上诱导了分解
{\displaystyle \Omega ^{r}(M)^{\mathbb {C} }=\bigoplus _{p+q=r}\Omega ^{(p,q)}(M).}
换句话说，每个 Ωr(M)C 可以分解为 Ω(p,q)(M) 之和，这里 p、q 取遍 p+q = r。
在任何直和中，有一个典範投影 πp,q，从 Ωr(M)C 到 Ω(p,q)。我们也有一个外导数将 Ωr(M)C 映为 Ωr+1(M)C。从而我们利用殆複结构可以加细外导数在特定类型上的作用
{\displaystyle \partial =\pi _{p+1,q}\circ d}
{\displaystyle {\overline {\partial }}=\pi _{p,q+1}\circ d}
所以 {\displaystyle \partial } 是将类型的全纯部分增加 1 的映射（将 (p,q) 型形式变为 (p+1,q) 型形式），而 {\displaystyle {\overline {\partial }}} 是将类型的反全纯部分增加 1 的映射。这些算子称为 Dolbeault 算子。
因为所有的投影直和必是恒等映射，我们注意到外导数可以写成
{\displaystyle d=\sum _{r+s=p+q+1}\pi _{r,s}\circ d=\partial +{\overline {\partial }}+\dotsb .}

## 可积殆複结构
每个複流形自身便是一个殆複结构。在局部全纯坐标 {\displaystyle z^{\mu }=x^{\mu }+iy^{\mu }} 下，可定义映射
{\displaystyle J{\frac {\partial }{\partial x^{\mu }}}={\frac {\partial }{\partial y^{\mu }}}\qquad J{\frac {\partial }{\partial y^{\mu }}}=-{\frac {\partial }{\partial x^{\mu }}}}
或
{\displaystyle J{\frac {\partial }{\partial z^{\mu }}}=i{\frac {\partial }{\partial z^{\mu }}}\qquad J{\frac {\partial }{\partial {\bar {z}}^{\mu }}}=-i{\frac {\partial }{\partial {\bar {z}}^{\mu }}}.}
容易验证这个映射定义了一个殆複结构。从而流形上任何複结构得出一个殆複结构，这称为由複结构所诱导，此複结构称为与该殆複结构相容。
逆问题是否殆複结构蕴含複结构的存在则不是这么平凡，一般是不成立的。在任意一个殆複流形上总可以找到坐标系使得殆複结构在任意给定点 p 取如上典範形式。然而，一般不可能找到坐标系使得 J 在 p 的一个完整的邻域上取典範形式。这样的坐标如果存在，称为 J 的局部全纯坐标。如果 M 在每一点附近有 J 的局部全纯坐标，则它们拼成 M 的一个全纯图册，给出一个複结构，且其诱导了 J。这样的 J 称为可积的。如果 J 由一个複结构诱导，则它是由惟一的一个複结构诱导的。 
设 J 是流形 M一个殆複结构，定义尼延黑斯张量为
{\displaystyle N_{J}(X,Y)=[X,Y]+J([JX,Y]+[X,JY])-[JX,JY].}
Newlander-Nirenberg 定理断言一个殆複结构是可积的当且仅当尼延黑斯张量对 M 上所有光滑向量场 X 与 Y 消没（这里的 [·, ·] 表示向量场的李括号）。从而为了验证一个给定的殆複流形是否有一个相容的複结构，只需计算其尼延黑斯张量。相容複结构是惟一的，上面已讨论过。因为一个殆複结构的可积性等价于複结构的存在性，有时这也作为複结构的定义。
存在等价于尼延黑斯张量消没的其它判据，丰富了验证一个殆複结构的可积性（事实上以每一个作为一个殆複结构的可积性，在文献中都可找到）。它们包括
- 两个 (1,0)-向量场的李括号依然是 (1,0) 型。

- {\displaystyle d=\partial +{\bar {\partial }}.}

- {\displaystyle {\bar {\partial }}^{2}=0.}

任何这些条件蕴含了惟一一个相容複结构的存在。
殆複结构的存在性是一个拓扑学问题，上已讨论过，相对容易回答。另一方面，可积殆複结构的存在性是一个难得多的分析问题。例如，早就知道  S6 有一个殆複结构，但它是否有一个可积的複结构仍然是一个开放的问题。值得注意的是光滑性是重要的。对实解析的 J，Newlander-Nirenberg 定理可由弗罗贝尼乌斯定理得出；对 {\displaystyle C^{\infty }}（以及更弱的连续性） J，分析是必须的（因为正则性假设减弱了故需要更难的技巧）。

## 相容三元组
假设 M 携有一个辛形式 ω，一个黎曼度量 g 与一个殆複结构 J。因为 ω 与 g 是非退化的，每个都有到了一个丛同构 TM → T*M，其中第一个映射记作 φω，由内乘给出 φω(u) = {\displaystyle i}uω = ω(u, · )，另一个记作 φg，由 g 通过类似的运算给出。这三个结构 (g,ω,J) 形成一个相容三元组，如果每个结构可由其它两个如下确定：
- g(u,v) = ω(u,Jv)
- ω(u,v) = g(Ju,v)
- J(u) = φg-1(φω(u)).

在每一个这样的方程中，如果右边的两个结构通过对应的构造得出指定类型的结构，则称为相容的。例如 ω 与 J 是相容的如果 ω( · ,J · ) 是一个黎曼度量。利用辛形式 ω 的基本性质，可以证明一个相容殆複结构 J 对黎曼度量 ω(u,Jv) 是一个殆凯勒结构。另外一个事实是如果 J 是可积的，则 (M,ω,J) 是一个凯勒流形。
这些三元组与酉群的三选二性质有关。

## 广义殆複结构
奈杰尔·希钦引入了流形 M 上的广义殆複结构的概念，在他的学生馬可·瓜蒂耶里与吉爾·卡亞坎蒂的博士论文中得到详细地研究。一个通常的殆複结构是在複切丛 TM 的每个纤维中选取一个半维数的子空间。一个广义殆複结构是在複切丛与複余切丛直和的每个纤维中选取一个半维数的迷向子空间。在每种情形都要求该子丛与其複共轭得出原来的丛。 
一个殆複结构积成一个複结构如果该半维数子空间在李括号下封闭。一个广义殆複结构积成一个广义複结构如果该子空间在柯朗括号下封闭。进一步如果该半维数子空间是一个处处非零纯旋量的零化子则 M 是一个广义卡拉比-丘流形。